# Hybognathus amarus
La carpa chamizal (Hybognathus amarus) es una especie de pez dulceacuícola que se distribuye en la cuenca del río Bravo en México (Chihuahua, Coahuila, Nuevo León y Tamaulipas) y Estados Unidos de América (Nuevo México y Texas).

## Clasificación y descripción
Es un pez de la familia Cyprinidae del orden Cypriniformes. Es un pez de cuerpo subcilíndrico, relativamente pesado. Presenta una coloración corporal café o gris y costados oscuros con dos bandas laterales bien definidas. Durante la temporada reproductiva los machos y las hembras desarrollan tubérculos en el dorso, hocico, cabeza, margen posterior del opérculo y aletas pélvicas. La coloración es amarillo-verdoso claro en el dorso, desvaneciendo hasta crema claro o blanco en el vientre. Tienen una banda lateral pálida y pigmentación en los costados; las escamas sobre la línea lateral muestran un patrón de diamantes. Este pez alcanza una talla máxima de 82 mm de longitud patrón.

## Distribución
Esta especie se distribuía en cuencas del río Bravo en México (Chihuahua, Coahuila, Nuevo León y Tamaulipas) y aún persiste en cuencas del río Grande en Nuevo México y Texas en Estados Unidos de América.

## Ambiente
La carpa Chamizal es una especie que habita en remansos y estanques de arroyos, con agua turbia a lodosa con fondo de lodo, arena o grava.

## Estado de conservación
Este pez se considera extinto en México ya que no ha sido colectado en los últimos 50 años, mientras que en Estados Unidos de América se ha observado una disminución de su captura.
Este pez se encuentra enlistado en la Norma Oficial Mexicana 059 (NOM-059-SEMARNAT-2010) como especie Probablemente Extinta en el Medio Silvestre (E) y a su vez en la Lista Roja de la Unión Internacional para la Conservación de la Naturaleza (UICN) como especie En Peligro.